# Dzika planeta
Dzika planeta (fr. La planète sauvage) – animowany science-fiction z 1973 roku powstały dzięki współpracy francusko-czechosłowackiej. Scenariusz został napisany na podstawie powieści francuskiego pisarza Stefana Wula pod tytułem Oms en série. Reżyserem filmu jest René Laloux.
Jest to historia, która wydarzyła się na odległej planecie zamieszkanej przez Draagów – stworzenia człekokształtne, o niebieskiej skórze, posiadające wysoce rozwinięte technologie oraz system nauczania, często oddające się medytacji. Zanim Ziemia została zniszczona całkowicie przez ludzi Draagom udało się uratować kilku z nich i zabrać na swoją planetę. Planeta Draagów ma surrealistyczny krajobraz i równie osobliwe, zamieszkujące ją zwierzęta. Ludzie (zwani w filmie Omami - l.poj. Om), dla sto razy większych Draagów, byli zwierzętami domowymi (na przykład nosili specyficzne obroże). Na planecie Draagów żyły dwa rodzaje ludzi: udomowieni oraz dzicy. Głównym bohaterem i narratorem zarazem jest udomowiony Om o imieniu Terr, który posiadł wiedzę Draagów. Pewnego dnia Terr postanowił uciec od Tivy – swojej pani, udało mu się również ukraść słuchawki, które służyły Draagom do nauki. Terr w końcu trafia do osady dzikich Omów, z którymi dzieli się wiedzą oraz wyjaśnia im działanie słuchawek. Kiedy Draagowie postanowili dokonać "de-omizacji" (eksterminacji dzikich ludzi), dochodzi do exodusu Omów z planety Draagów na jej satelitę – Dziką Planetę. Na Dzikiej Planecie ludzie odkrywają tajemnicę życia Draagów.
Muzykę do filmu skomponował francuski jazzman Alain Goraguer.

W proces tworzenia filmu zaangażowany był także pisarz Roland Topor.

## Inne
- Producent Madlib na albumie The Unseen sampluje główny motyw ścieżki dźwiękowej Dzikiej Planety w utworze "Come on Feet"
- W angielskim tłumaczeniu nazwa filmu brzmi Fantastic Planet (Fantastyczna Planeta)
- W teledysku hip-hopowego duetu Madvillain Shadows of Tomorrow dostrzec można motyw z filmu